# Urproduktion

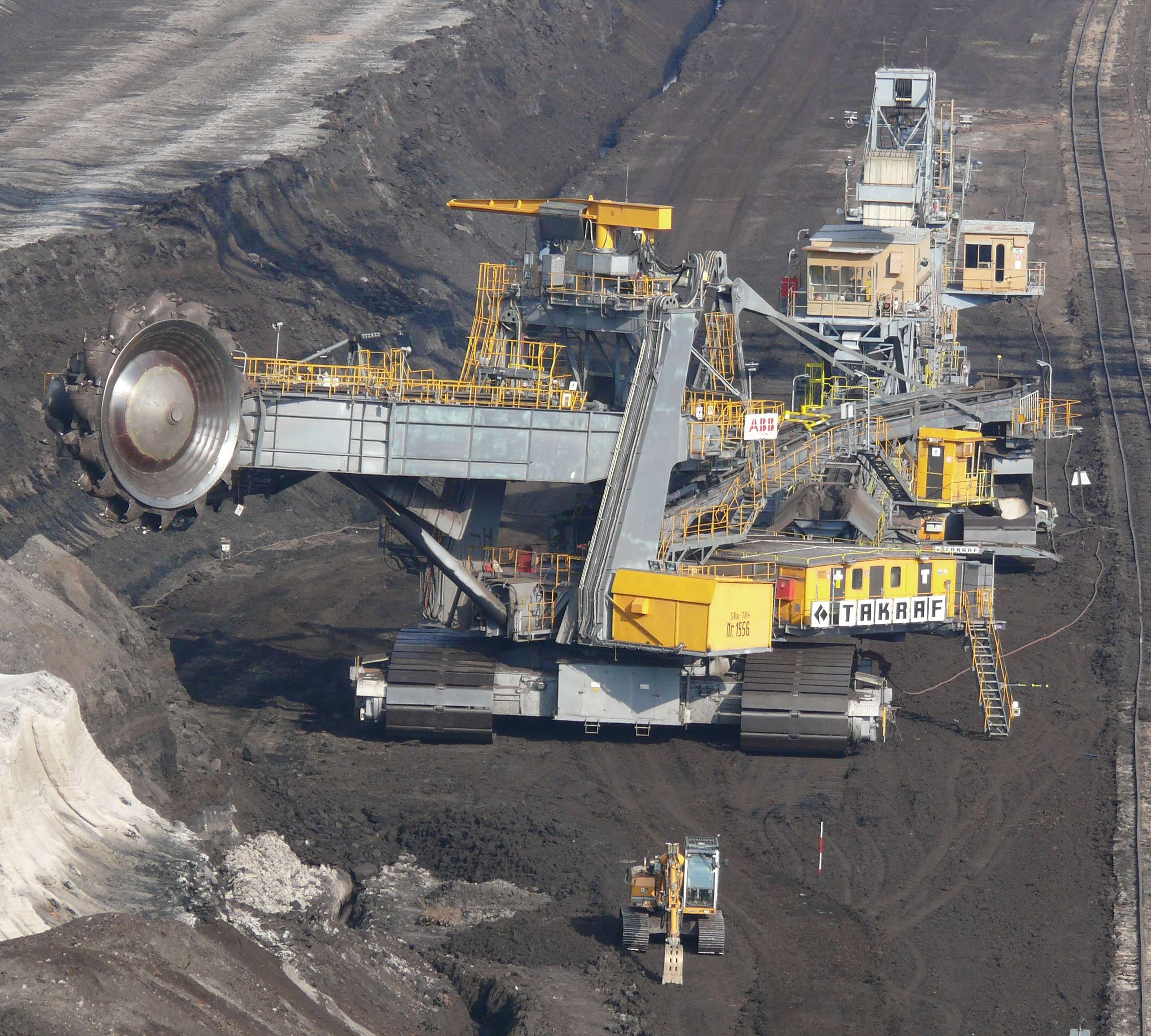
Schaufelradbagger beim Abbau von Braunkohle im Tagebau Cottbus-Nord

Die Urproduktion (auch Primärsektor oder primärer (Wirtschafts-)Sektor) ist in der Volkswirtschaftslehre ein Wirtschaftssektor, der jene Erwerbstätigkeiten umfasst, die sich mit der Gewinnung von rohen Naturprodukten (Grundstoffen, Rohstoffen) aus Landwirtschaft (Agrarprodukte), Forstwirtschaft, Jagd, Fischerei und im weiteren Sinne auch dem Bergbau beschäftigen.

## Allgemeines
Nach der Drei-Sektoren-Hypothese der Volkswirtschaftslehre gibt es neben der Urproduktion noch den Sekundärsektor, der die Vorleistungsgüter der Urproduktion weiterverarbeitet (Industrie und verarbeitendes Gewerbe, Handwerk) und den Tertiärsektor, der als Dienstleistungssektor alle Dienstleistungen bereitstellt, die in Unternehmen oder durch den Staat sowie in anderen öffentlichen Einrichtungen erbracht werden. Zuweilen wird die Einteilung erweitert um den Quartärsektor und Quintärsektor.

## Arten
Die Urproduktion nutzt ausschließlich den Produktionsfaktor Boden und dessen Bodenerträge, und zwar in der Landwirtschaft die Anbau- und Ackerflächen, in der Forstwirtschaft den Wirtschaftswald, während der Jagd das Jagdwild, in der Fischerei die Speisefische und im Bergbau die Bodenschätze. Auch Gartenbau und Imkerei gehören zur Urproduktion. Wirtschaftssubjekte, die sich hiermit befassen, nannte Erich Gutenberg Gewinnungsbetriebe, die Grundstoffe, Naturprodukte und Rohstoffe herstellen. Betriebe der Urproduktion sind Bauernhöfe, Bergwerke, Forstbetriebe, Molkereien, Mühlen, Sägewerke, Salinen oder Ziegeleien.
Den einzelnen Teilsektoren können folgende Produktgruppen und Produkte zugeordnet werden:
| Teilsektor      | Produktgruppen                                      | Produkte |
| --------------- | --------------------------------------------------- | --- |
| Bergbau         | Bodenschätze Primärenergieträger Metalle Mineralien | Edelmetalle, Edelsteine Braunkohle, Erdgas, Erdöl, Steinkohle, Uran Aluminium, Eisen usw. Carbonate, Nitrate usw. |
| Fischerei       | Flussfische Seefische                               | Speisefische, Schalentiere                                                                                        |
| Forstwirtschaft | Nutzholz                                            | Bauholz, Schnittholz, Laubholz, Nadelholz                                                                         |
| Landwirtschaft  | Agrarprodukte Agrarrohstoffe                        | Feldfrüchte, Gemüse, Obst, Salate Baumwolle, Getreide, Kautschuk, Wein usw.                                       |

Rohkaffee ist ein Agrarrohstoff, Röstkaffee dagegen ein Agrarprodukt.

## Aggregation
Die Aggregation schließt bei der Urproduktion auch die verkehrsübliche Be- und Verarbeitung der Agrarprodukte ein (etwa das Dreschen des eigenen Getreides, das Melken der Kühe oder die Kelter des eigenen Weines). Eine erste Verarbeitungsstufe liegt erst dann vor, wenn die Verarbeitung zu einem anderen Zustand des Produkts, wie z. B. die Herstellung von Kondensmilch oder Milcherzeugnissen (Butter, Käse usw.) aus Rohmilch, geführt hat; wann eine erste Verarbeitung vorliegt, muss nach den Umständen des Einzelfalls entschieden werden. Nach Art. 38 Abs. 1 AEUV gehört diese erste Verarbeitungsstufe noch zur Landwirtschaft.

## Rechtsfragen
Die Urproduktion ist gemäß § 6 GewO kein Gewerbe, landwirtschaftliche Betriebe wie Bauernhöfe üben deshalb keine Gewerbe aus. Das wird im Einkommensteuerrecht deutlich, wo deren Einkünfte nicht als Einkünfte aus Gewerbebetrieb, sondern nach § 13 EStG als Einkünfte aus Land- und Forstwirtschaft zu versteuern sind. In Verbindung mit dem Verkauf der Agrarprodukte (z. B. in einem Hofladen) fällt die Tätigkeit in den Bereich des Einzelhandels.

## Wirtschaftliche Aspekte
Die Urproduktion gewinnt aus dem Boden, zu dem volkswirtschaftlich auch die Gewässer (Seen, Wasserstraßen und Meer bei Küstenstaaten) gehören, im Rahmen der Agrarproduktion die Agrarprodukte einschließlich Fischerei. Ist der Anteil der Urproduktion am Bruttoinlandsprodukt in einem Staat sehr hoch, wird von einem Agrarstaat gesprochen. Ab der zweiten Verarbeitungsstufe beginnt die Industrieproduktion, die Agrarprodukte, Grundstoffe oder Naturprodukte zu Nahrungsmitteln weiterverarbeitet. Während in der weiterverarbeitenden Industrie alle Produktionsfaktoren vermehrt werden können, ist in der Urproduktion der Boden stets begrenzt vorhanden.
Die volkswirtschaftliche Kennzahl der Nettoquote ({\displaystyle {\frac {\text{Nettoproduktionswert}}{\text{Bruttoproduktionswert}}}}) ist in der Urproduktion besonders hoch, weil hier als Vorleistungsgüter nur Betriebsstoffe und Hilfsstoffe vorkommen, kaum aber Rohstoffe. Relativ hoch ist die Nettoquote in allen Wirtschaftssektoren, die wenig Material hinzukaufen, sondern durch ihre Produktion erst Rohstoffe hervorbringen. Dies ist vor allem bei den Grundstoffindustrien und in der Urproduktion der Fall.

## International
Schweiz
Als Urproduzenten gelten in der Schweiz Landwirte, die verwertbare Erzeugnisse aus dem Pflanzenbau und der Nutztierhaltung produzieren sowie naturnahe Flächen bewirtschaften; Forstwirte, die auf forstwirtschaftlichen Flächen Holz erzeugen; Gärtner, die beispielsweise Setzlinge durch Aussaat von Samen selbst ziehen und eigene oder zugekaufte Setzlinge und Jungpflanzen bis zur Verwendung als Zier- beziehungsweise Nutzpflanzen oder als Nahrungsmittel pflegen. Ebenfalls als Urproduzenten gelten beispielsweise Hors-Sol-Betriebe, Rebbauern, für die Umsätze aus den im eigenen Betrieb gewonnenen Trauben oder der daraus hergestellten unvergorenen Traubenmoste; Baumschulen, Champignonzüchter, Bienenzüchter, Eierproduzenten, Züchter von Vieh (Pferde, Esel, Maultiere, Rindvieh, Schafe, Ziegen und Schweine) und Geflügel (Hühner, Enten, Gänse, Trut- und Perlhühner); Züchter von anderen Tieren, die für die menschliche Ernährung bestimmt sind (z. B. Kaninchen-, Fisch- oder Straußenzucht sowie die Aufzucht von Wild); (Lohn-)Mastbetriebe, Züchter von Besatzfischen (z. B. Forellen) oder Berufsfischer.
Arbeitsrechtlich ist das Arbeitsgesetz (ArG) gemäß Art. 2 Abs. 1 lit. d ArG nicht auf Betriebe der landwirtschaftlichen Urproduktion anwendbar, so dass die Bestimmungen des Obligationenrechts (OR) der Art. 329 ff. OR gelten.
Österreich
In Österreich ist Urproduktion eine der vier möglichen Arten selbstständiger Erwerbstätigkeit, neben gewerblicher Erwerbstätigkeit, freiberuflicher Tätigkeit und „neuer“ Selbständigkeit.
In der GewO 1994 ist die Urproduktion als solche nicht explizit genannt. § 2 GewO nennt diejenigen Tätigkeiten, die von der Gewerbeordnung ausgenommen sind, und speziellen Regelungen unterliegen, darunter:
- Land- und forstwirtschaftliche Produktion (Abs. 1 Z. 1; Abs. 2,3), das umfasst:
  - Hervorbringung und Gewinnung pflanzlicher Erzeugnisse mit Hilfe der Naturkräfte, der Wein- und Obstbau, der Gartenbau und die Baumschulen
  - das Halten von Nutztieren zur Zucht, Mästung oder Gewinnung tierischer Erzeugnisse sowie
  - die Jagd und Fischerei (Abs. 3), einschließlich
  - Landwirtschaftliches Nebengewerbe (Abs. 1 Z. 2; Abs. 4),
  - (Landwirtschaftliches) Dienstleistungsnebengewerbe (Abs. 1 Z. 3; Abs. 4 Z. 4–8, Dienstleistungen mit eigenen Betriebsmitteln für andere lokale Landwirte) wie Nachbarschaftshilfe, wie beispielsweise Mahdaushilfe, Maschinenringe, Fuhrwerksdienste, Obstpressen für Andere, Kulturpflege, Winterdienst, Biomasse-Kleinkraftwerke und
  - Erwerbs- und Wirtschaftsgenossenschaften[12] der Land- und Forstwirtschaft sowie
  - Buschenschank (Abs. 1 Z. 5; Abs. 9);
- Bergbau (Abs. 1 Z. 6; Abs. 10).

Die Einstufung ist primär betriebsrechtlich, steuerlich und sozialrechtlich, und es können auch Mischbetriebe der Urproduktion und des Gewerbes vorliegen, dann sind Gewerbeberechtigung sowie eine Betriebsanlagengenehmigung erforderlich.